# Função total de fatores primos não repetidos
A função total de fatores primos não repetidos, também chamada de ω(n) ("omega") representa o número de fatores primos distintos de n. Como 1 não possui fatores primos, o valor de ω(1) é zero. Todos os números primos e as potências de números primos assumem sempre ω(n) = 1.
Há uma ligação entre a função ω(n) e a função Ω(n). Se
{\displaystyle n=\prod _{i=1}^{\omega (n)}p_{i}^{\alpha _{i}}},
então 
{\displaystyle \Omega (n)=\sum _{i=1}^{\omega (n)}\alpha _{i}}.
A função ω(n) é uma função aritmética do tipo aditiva.

## Exemplos
Para n=1, ω(1)=0, já que 1 não possui fatores primos. Para um primo p qualquer, n = p, ω(p)=1, pois o expoente de p é 1. Para qualquer primo, ω(p)=1.
Seja {\displaystyle N=p_{1}^{t_{1}}p_{2}^{t_{2}}p_{3}^{t_{3}}\ldots p_{m}^{t_{m}}.}
Então simplesmente {\displaystyle \omega (N)=m,} pois
{\displaystyle N=\prod _{i=1}^{m}p_{i}^{t_{i}}}  ou  {\displaystyle N=\prod _{i=1}^{\omega (n)}p_{i}^{\alpha _{i}}}, como explicado antes.
Outros exemplos:
ω(4) = 1
ω(16) = ω(24) = 1
ω(20) = ω(22 · 5) = 2
ω(27) = ω(33) = 1
ω(144) = ω(24 · 32) = ω(24) + ω(32) = 1 + 1 = 2
ω(2000) = ω(24 · 53) = ω(24) + ω(53) = 1 + 1 = 2
ω(2001) = 3
ω(2002) = 4
ω(2003) = 1
ω(54.032.858.972.279) = 3
ω(54.032.858.972.302) = 5
ω(20.802.650.704.327.415) = 5
A sequência para ω(n), com n = 1, 2, 3, ... é 0, 1, 1, 1, 1, 2, 1, 1, 1, ...  e pode ser vista em A001221